# M114

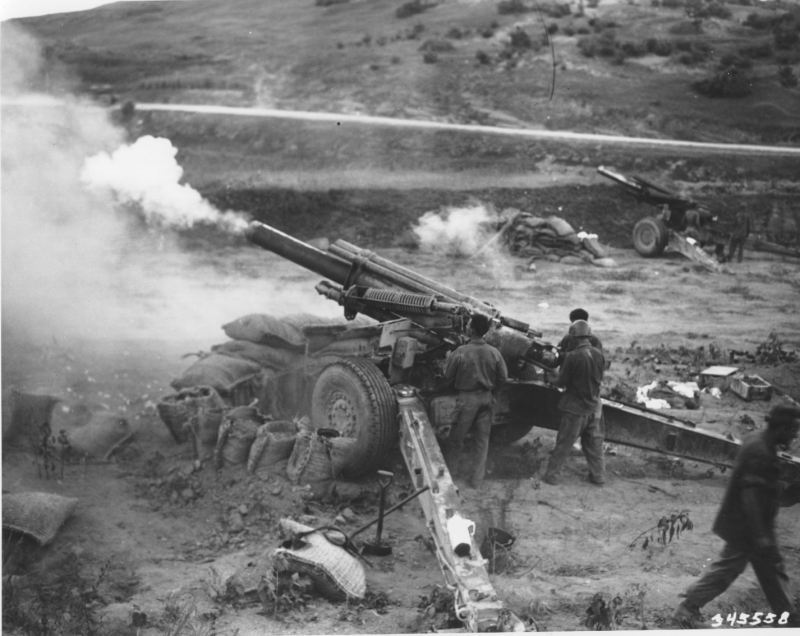
Canhões M-114 disparando durante a Guerra da Coreia.

O M114 howitzer é um obus desenvolvido pelo Exército dos Estados Unidos. Começou a ser produzido em 1942 como um canhão de artilharia de alcance médio, com projéteis de 155 mm. Ele viu combate na Segunda Guerra Mundial, na Guerra da Coreia, do Vietnã e outros, antes dos americanos começarem a substitui-lo pelo canhão M198. 
Atualmente está no inventário de mais de 20 países e é um dos canhões mais antigos em serviço.

## História
Um novo chassis estava sendo desenvolvido nos anos 1930 para os obuses M1918, de 155mm - já existentes no arsenal norte-americano e veteranos da Primeira Guerra Mundial - que era uma versão fabricada sob licença do obus francês Canon 155 C Modélé 1917 Schneider. A ideia de montar o antigo canhão nesse novo chassis foi até 1939, quando se viu que era mais lógico desenvolver um novo tubo para esse chassis. Esse trabalho foi dado para Rock Island Arsenal, que ainda em 1939, deu inicio ao desenvolvimento do novo tubo de 155mm, que se findou em 1941. O obus diferencia-se de seu antecessor por um tubo maior - de 20 calibres - e um mecanismo de culatra novo. O M114 foi o único obus com mecanismo de culatra por parafuso interrompido "cone-lento" a entrar em serviço no Exército Americano após 1920. Isso significa que necessita dois movimentos separados para abrir a culatra, contra um único movimento de sistemas mais modernos. Ainda em 1941, o obus foi aceito após seus testes, sendo designado obus de 155mm M1 (155mm Howitzer M1), se tornando assim, padrão da artilharia norte-americana. Suas entregas iniciaram em 1942. 
Devido a emergência da Segunda Guerra Mundial, foram assinados vários contratos de produção em larga escala, passando a dotar todos os batalhões de artilharia, junto do obus de 105mm M1.
O obus teve seu batismo fogo na Operação Tocha, iniciada em 8 de novembro de 1942, no norte da África. Obuses M1 foram operados em todos os teatros de operação em que as Forças Armadas Norte-Americanas estiveram em ação. Ao término da Segunda Guerra Mundial, 4.000 unidades do obus foram entregues as Forças Armadas. Estes obuses foram também operados na Guerra da Coreia e na Guerra do Vietnã. Em 1962, a designação dessa arma foi modificada de M1 para M114. 

## Performance e munição
O obus M114 possui um alcance máximo de 14.800m, o que o classificava como médio no serviço norte-americano. Ele é servido por 11 soldados e era tracionado por tratores de artilharia (normalmente os tratores M4 e M5).
Podem disparar uma gama variada de projeteis de 155mm, dentre eles, projeteis de alto explosivo (HE), fumígenos (FS e WP), químicos (CNS e H) e de iluminação.

## Variantes do Chassis
O chassis do obus M114 também foi utilizado no canhão M1, de 114mm (4.5-inch). Ele passou por um pequeno numero de mudanças ao longo do seu tempo de serviço. Na versão M1A1, os freios elétricos Warner foram substituídos por freios a ar Westinghouse. Ambas as versões do chassis M1 e M1A1 utilizam um pedestal central, baixado e levantado por um mecanismo de catraca. O M1A2 trocou a catraca por um macaco no pedestal central. O chassis M1A1E1 era projetado para uso na selva e em terreno enlameado, tendo um sistema de suspensão modificado, porém, não chegou a produção antes do Dia V-J. Os chassis T-9 e T-10 foram projetos de uso de ligas de metal mais baratas, mas foram canceladas quando não se teve mais uso. O chassis T-16 era projetado para ser mais leve, feito de ligas de metal de alta qualidade, era 540kg mais leve. Esse projeto teve continuação após a guerra, porém não refletiu nas versões de produção. 
Um variante dos anos 60 foi os obuses de 155mm com propulsão auxiliar XM123 e XM123A1. O XM123 foi produzido pela American Machine and Foundry e recebeu um par de motores auxiliares de 20hp, refrigerados a ar, produzidos pela Consolidated Diesel Corporation. Recebeu também uma posição de motorista, com assento e volante, e recebeu uma roda esterçavel na perna esquerda do chassis, que possibilitava a mobilidade em baixa velocidade e autônoma do obus. O conceito da arma foi copiado do canhão anti-tanque SD-44, de 85mm, utilizado pelas tropas paraquedistas soviéticas, na qual contava com um motor auxiliar. O obus XM123A1 recebeu um único motor Consolidated de 20hp e direção elétrica. O projeto foi abandonado após demonstrar problemas com relação ao peso na perna esquerda do chassis, que desalinhava o obus a cada disparo, requerendo ajustes na posição.

## Montagens Autopropulsadas
O obus foi montado de modo experimental num chassis modificado do tanque leve M5. O veículo resultante recebeu a designação de obuseiro autopropulsado de 155mm T64 (155 mm Howitzer Motor Carriage T64). Um protótipo desse veículo foi construído antes de ser abandonado a favor do T64A1, baseado no M24 Chaffee. O T64A1 foi adotado pelo Exército Americano como o obuseiro autopropulsado M41 (M41 Howitzer Motor Carriage), que foi utilizado na Guerra da Coreia. Ao fim da guerra, o M41 foi substituído pelo obuseiro autopropulsado M44 (M44 Self-Propelled Howitzer). 

## Operadores

### Operadores Atuais

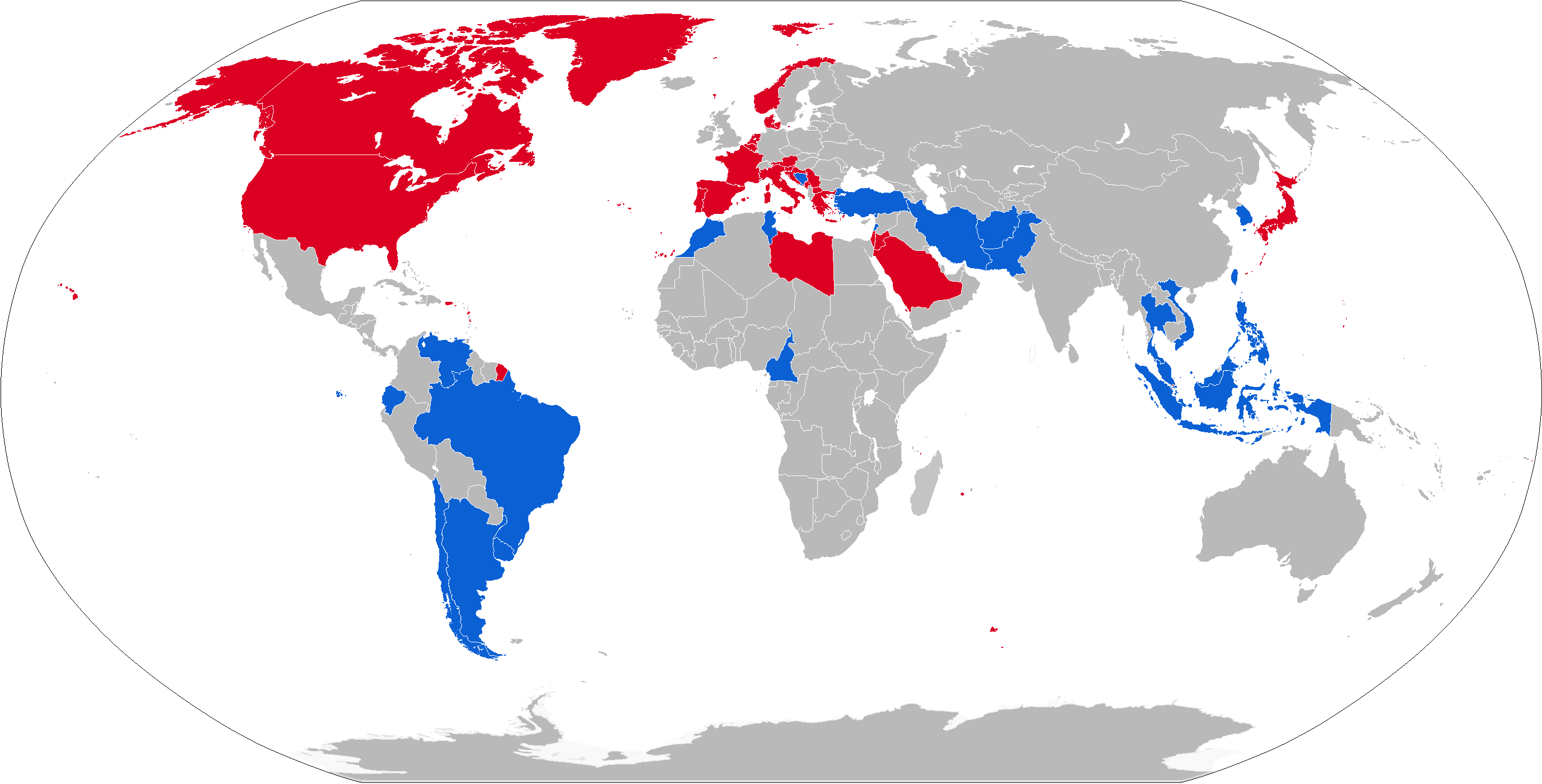
Operadores atuais do M114
Antigos operadores do M114

- Afeganistão: 24
- Arábia Saudita: 50
- Argentina: 6, operados pela Infantaria da Marinha Argentina.
- Brasil: 100. 92 operados pelo Exército Brasileiro e 8 operados pelo Corpo de Fuzileiros Navais.[2]
- Coreia do Sul:
- Equador: 12
- El Salvador: 6
- Filipinas:
- Grécia: 206
- Irã: 70
- Jordânia: 18
- Laos: 12
- Líbano: 18
- Marrocos: 20
- Myanmar : 100 [5]
- Paquistão: 144 [6]
- Peru: 36
- Portugal: 24
- Sudão: 12
- Taiwan: 250
- Tailândia: 48
- Tunísia: 12
- Turquia: 517
- Uruguai: 8
- Venezuela: 12
- Vietnã:

### Antigos Operadores
- Áustria
- Bélgica
- Canadá
- Cingapura
- Croácia
- Dinamarca
- Espanha
- Estados Unidos
- França
- Indonésia
- Israel
- Itália
- Iugoslávia
- Japão
- Líbia
- Noruega
- Países Baixos
- Vietnã do Sul